# Neutralité (psychanalyse)
Pour les articles homonymes, voir neutralité.
En psychanalyse, la neutralité désigne une qualité d'être de l'analyste dans la cure, caractéristique de sa présence détachée (Indifferenz) et de son mode d'intervention ou d'interprétation. Historiquement  elle fait référence à l'attitude de neutralité (Neutralität), de retenue adoptée par Freud lorsqu'il décide de dégager la technique psychanalytique de la suggestion propre à l'hypnose.

## Historique

### L'abandon de la suggestion
Lors de ses traitements avec des patientes hystériques Freud découvre les limites de la technique caractéristique de l'hypnose, la suggestion, du fait, d'une part, de la suggestibilité aléatoire des patients et, d'autre part, du développement de sa conceptualisation de la situation analytique dans ses rapports avec l'hystérie. Avec la configuration de la technique de la cure type « per via di levare » autour de l'association d'idées, la technique de la suggestion, « per via di porre », est abandonnée et dorénavant elle est perçue comme un manquement de l'analyste aux règles de l'analyse, « Nous sommes tout prêts d'exiger que le médecin reconnaisse et maîtrise en lui-même le contre-transfert. »  Dans le texte Conseils aux médecins Freud précise: « La tendance affective la plus dangereuse, celle qui menace le plus l'analyste, c'est l'orgueil thérapeutique qui l'incite à entreprendre, [...] quelque chose qui puisse convaincre autrui. ».

### La neutralité de l'analyste
Freud dans «Observations sur l'amour de transfert» souligne le climat d '«abstinence» dans lequel le traitement devait avoir lieu: « Le traitement doit se pratiquer dans l'abstinence ». L'introduction du mot neutralité est attribuée à James Strachey, qui l'utilisa en 1924 pour traduire le mot Indifferenz  de Freud. Strachey s'appuie sur les deux métaphores utilisées par Freud pour décrire l'attitude de l'analyste en réponse au transfert de l'analysant, celle du miroir et celle du chirurgien. Selon Akhtar, cette neutralité était jugée impossible et même indésirable par plusieurs analystes comme Edward Glover, Ralph Greenson, Ernst Kris, Berta Bornstein, parce que l'attitude de l'analyste exemptée de critique et de jugement a toujours été associée à un sincère et ardent intérêt pour le patient et à une intense sensibilité aux mouvements affectifs du patient.

### Neutralité bienveillante
Edmund Bergler, en 1937, décrit la neutralité bienveillante du psychanalyste envers son patient.